# Koray Avcı (Fußballspieler)
Mustafa Koray Avcı (* 19. Mai 1978 in İzmit) ist ein ehemaliger türkischer Fußballspieler.

## Spielerkarriere

### Verein
Avcı begann seine Profikarriere bei den Amateuren von Kocaelispor. Nach zwei Jahren wechselte er zunächst in die zweite türkische Liga zu PTT SK, danach zu Batman Petrolspor. 1999/00 unterzeichnete Avcı beim Erstligisten Çaykur Rizespor einen Fünfjahresvertrag. Im Winter 2004/05 wechselte er zum Istanbuler Verein Beşiktaş, dort unterschrieb er einen Vierjahresvertrag. 
Durch einen Spielertausch gegen Filip Hološko wechselte Avcı zum Frühjahr 2008 mit Burak Yılmaz zu Manisaspor. Für diesen Verein spielte er nur die Hinrunde und kam nur sporadisch zu Einsätzen. Deshalb verließ er zum Saisonende Manisaspor und wechselte innerhalb der Liga zu Gençlerbirliği Ankara.
Für die Saison 2010/11 einigte er sich mit seinem alten Verein Çaykur Rizespor. Bei diesem Verein gelang ihm elf Jahre zuvor der Durchbruch als Profispieler. Bereits nach einer Saison verließ er diesen Verein.
Zur Saison 2011/12 wechselte er in die TFF 2. Lig zu Şanlıurfaspor. Hier etablierte er sich schnell zum Leistungsträger und wurde auch Mannschaftskapitän. Die Saison schloss er mit seiner Mannschaft als Meister der TFF 2. Lig ab und erreichte damit den direkten Aufstieg in die TFF 1. Lig. Für die nachfolgende Saison blieb Avcı Şanlıurfaspor. Aufgrund von Fanausschreitungen wurde das Spiel zwischen Şanlıurfaspor und 1461 Trabzon vom 14. Oktober 2012 in der 34. Minute beim Stand von 1:2 vom Schiedsrichter Hüseyin Sabancı abgebrochen. Die Entscheidung über das weitere Vorgehen wird der Türkische Fußballverband in den nachfolgenden Tagen bekanntgeben. Nachdem beide Seiten ihre Stellungnahme abgegeben haben, entschied der Fußballverband, dass als Heimmannschaft Şanlıurfaspor für die Ausschreitungen verantwortlich sei und verhängte neben einer Geldstrafe zusätzlich Spielsperren für einige Spieler. Darüber hinaus wurde entschieden, dass zwei Heimspiele von Şanlıurfaspor in einer anderen Stadt und ohne Zuschauer ausgetragen werden solle. Einer der gesperrten Spieler war Avcı, der eine Fünfspielesperre erhielt. Etwa eine Woche nach dieser Strafe wurde von Vereinsseite die Vertragsauflösung mit Avcı bekanntgegeben.
Im Sommer 2012 gab er das Ende seiner Profikarriere bekannt.

### Nationalmannschaft
Im Mai 2004, fünf Tage nach seinem 26. Geburtstag, feierte Avcı in einem Freundschaftsspiel gegen Australien sein Debüt in der A-Nationalmannschaft. Die Türkei gewann damals 1:0 in Sydney durch ein Tor von Hakan Şükür.